# Хрониозухиды

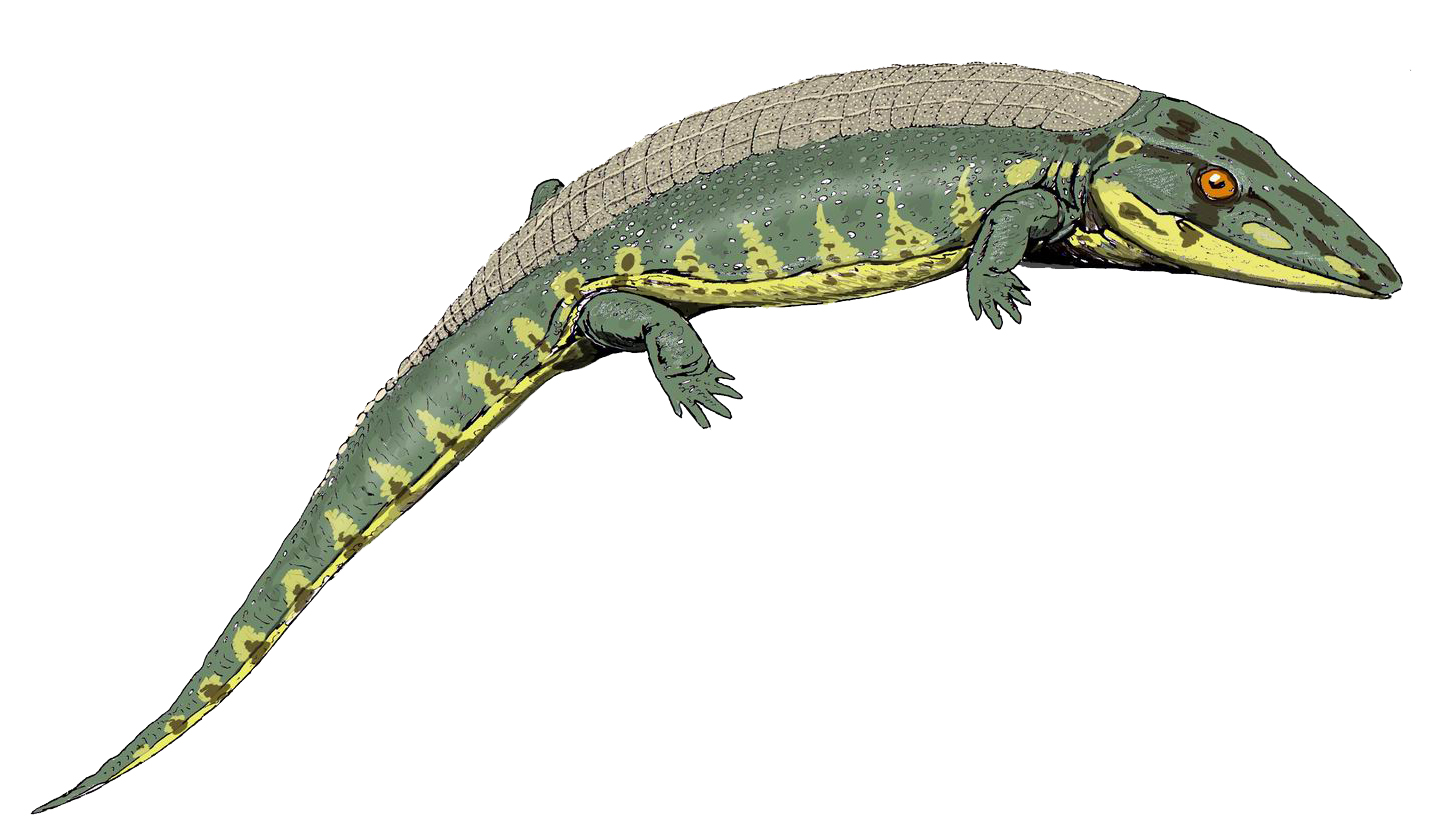
Chroniosaurus dongusensis

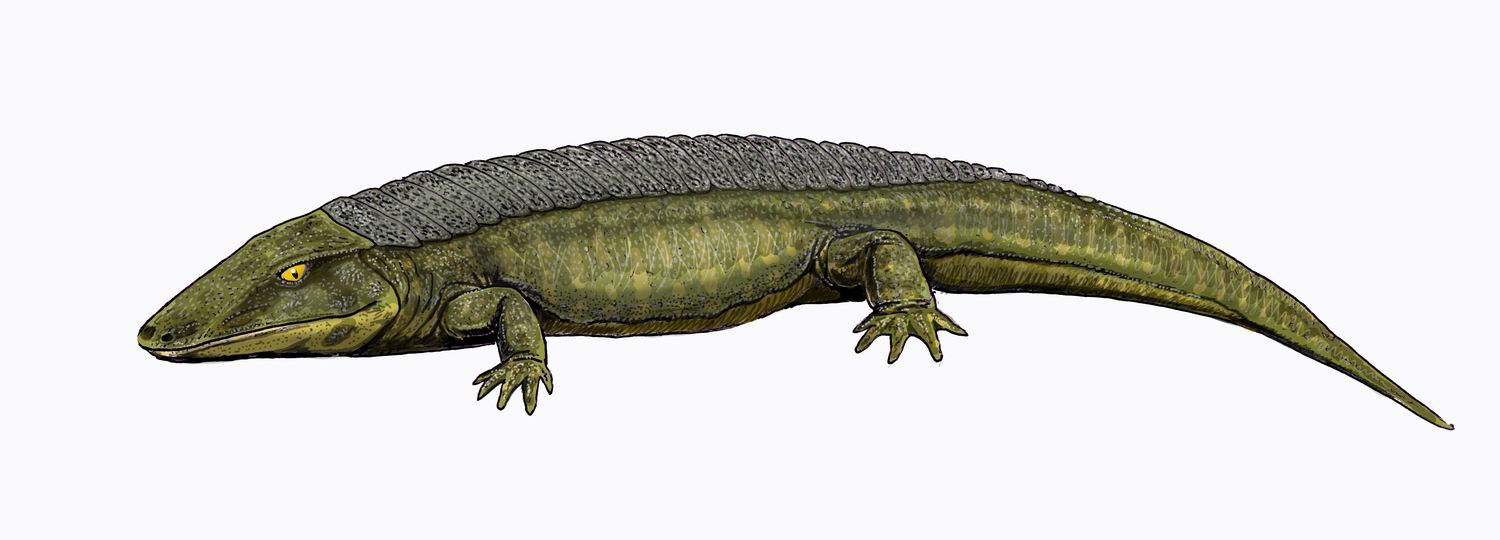
Chroniosuchus paradoxus, длина около 1 м

Хрониозухиды (лат. Chroniosuchidae) — семейство вымерших примитивных рептилиоморф из отряда хрониозухий. Населяли территорию Восточной Европы и Азии в конце пермского — начале триасового периодов.

## Описание
Внешне напоминали небольших крокодилов. Череп довольно низкий, с фонтанелями (ниже и впереди глазниц и между ноздрями), иногда с невысокими гребнями на крыше черепа. Вдоль спины — ряд костных щитков, соответственно каждому позвонку. Число щитков достигало 30 (от затылка до передней трети хвоста). Череп и щитки покрыты разнообразной сложной скульптурой, имеющей важное диагностическое значение. У некоторых видов щитки широкие (покрывают всю спину), у некоторых — узкие.
Длина черепа хрониозухид от 20 до 55 см, самый крупный вид — Uralerpeton tverdochlebovae, мог достигать 2,5 м в длину. Рыбоядные, преимущественно водные хищники. Возможно, населяли солёные озёра — в фонтанели черепа могла быть солевая железа.
Хрониозухиды имеют важное стратиграфическое значение, являясь руководящими ископаемыми позднетатарского яруса. К семейству близко семейство быстровианид (Bystrowianidae) — полуназемных панцирных рептилиеморф начала триаса, которые были последними из примитивных рептилиеморф.

## Классификация
По данным сайта Paleobiology Database, на январь 2018 года в семейство включают 8 вымерших родов:
- Род Chroniosaurus Tverdokhlebova, 1972 (2 вида)
- Род Chroniosuchus Vjuschkov, 1957 — Хрониозухи (3 вида)
- Род Ingentidens Li & Cheng, 1999 (1 вид?)
- Род Jarilinus Golubev, 1998 (1 вид)
- Род Madygenerpeton Schoch et al., 2010 (1 вид)
- Род Phratochronis Li & Cheng, 1999 (1 вид)
- Род Suchonica Golubev, 1999 (1 вид)
- Род Uralerpeton Golubev, 1998 (1 вид)